# Datenstrudel
Datenstrudel ist eine „Internetplattform für Netzfernsehen“ (Eigenbezeichnung). Er wurde im November 2000 in Köln und Berlin als „Experimentierfeld“ und webbasierter Ideenpool von Künstlern, Filmemachern, Fotografen und Autoren gegründet. Immer am 1.1., 2.2., 3.3. soll eine interaktive Live-Show im Netz gestreamt, also als Internet-Video veröffentlicht werden. Dem Datenstrudel geht es dabei um die inhaltliche und formale Auslotung der künstlerischen Möglichkeiten, die der Live-Stream bietet. Neben den Livestreams zeigt der nicht kommerzielle Netzsender auch sogenannte Minimovies und „Weltverbesserungsmaßnahmen“in Form von kurzen Filmen und gefilmten Aktionen.
Aus der Idee entstanden auch Musikvideos, zum Beispiel für den Kölner Popmusiker PeterLicht, und Fotoaktionen u. a. für das Magazin jetzt der Süddeutschen Zeitung. 2005 zeigte Datenstrudel den Episodenfilm Weltverbesserungsmaßnahmen in den Deutschen Kinos.